# Concert per a clavecí núm. 5 (Bach)
El Concert per a clavecí num. 5, en fa menor, BWV 1056, és una obra de Johann Sebastian Bach, el tercer concert per a clavecí d'un conjunt de sis concerts que aparegueren en un manuscrit autògraf, actualment a la Deutsche Staatsbibliothek de Berlín, i estan datats cap al 1738. Bach podria haver compost l'obra molt abans, usant les parts d'un concert per a un o altres instruments solistes, i crear una versió per a clave adequada per a la interpretació amb aquest instrument de teclat.
Treball concís i de difícil execució. Sovint s'interpreta substituint el clavecí per un piano fet que pot modificar el concepte inicial de l'obra. El segon moviment, Largo, és un dels moviments més poètics i sublims del compositor alemany.

## Estructura i anàlisi
L'estructura de 3 moviments és la següent:
1. Allegro moderato
2. Largo
3. Presto

La instrumentació és: clavecí solista, violí I/II, viola, i baix continu (violoncel, violone). La durada aproximada és d'uns 10 minuts.
El primer i tercer moviment probablement provenen d'un concert per a violí que estava en sol menor. El moviment central (Largo) probablement formava part d'un concert per a oboè en fa major; aquest moviment és també la Simfonia de la cantata Ich Steh mit einem Fuß im Grabe, BWV 156.